# Palazzo Serbelloni
Palazzo Serbelloni è uno storico palazzo neoclassico di Milano, situato in corso Venezia n. 16.

## Storia e descrizione
Palazzo Serbelloni fu uno dei primi palazzi patrizi costruiti sul corso che, a cavallo tra il XVIII e il XIX secolo, mutò radicalmente aspetto, per passare da strada suburbana, perlopiù circondata di orti e boschetti, ad elegante corso delle carrozze. Sul posto era già presente un palazzo seicentesco, e taluni corpi di fabbrica medioevale: la facciata viene radicalmente mutata da Simone Cantoni, che progetta il loggiato neoclassico che caratterizza la facciata, finito nel 1793.
Tale loggiato costituisce l'elemento di spicco della facciata: un grandioso timpano corona la loggia, in cui si possono notare i bassorilievi in stucco, realizzati da Francesco Carabelli, raffiguranti episodi della vita di Federico Barbarossa. Visibile dall'esterno è l'atrio del palazzo, affrescato a trompe-l'œil, mentre non è più possibile trovare lo scalone monumentale, distrutto dai bombardamenti assieme al salone da ballo. Il palazzo attualmente ospita convegni e altre manifestazioni nel salone napoleonico, adeguatamente ristrutturato dopo i bombardamenti.

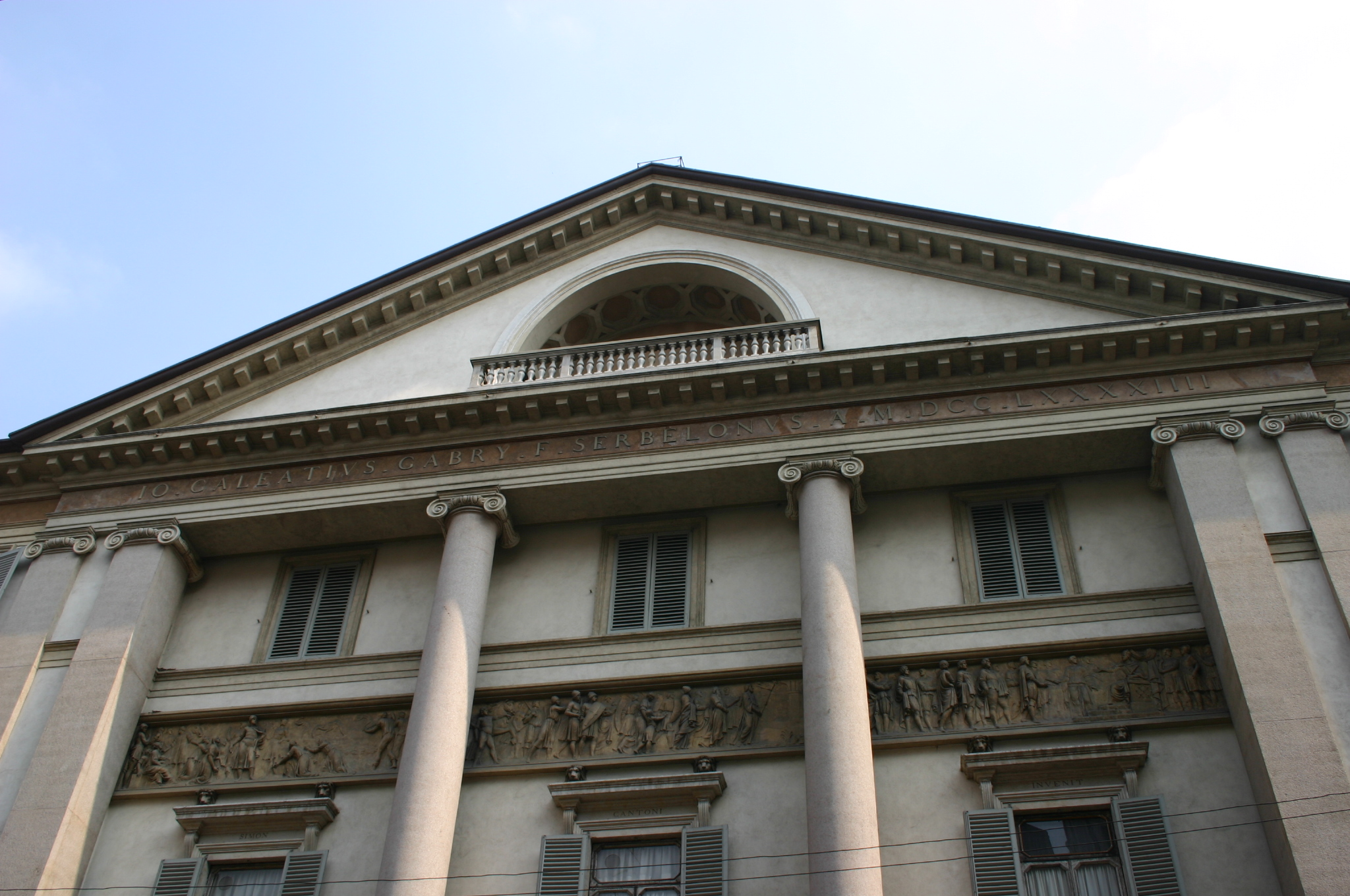
Dettaglio della loggia centrale

Il palazzo, residenza della famiglia Serbelloni, divenne meta di visite e incontri degli esponenti della cultura illuminista milanese dell'epoca, come Pietro Verri, Giuseppe Parini e Paolo Frisi, mentre più tardi divenne noto come ritrovo di feste più prodighe. Successivamente il palazzo, per i suoi fastosi interni, ospitò Napoleone e il suo seguito, il principe di Metternich, e come ricorda una lapide sul palazzo, Vittorio Emanuele II assieme a Napoleone III, di ritorno vittoriosi dalla battaglia di Magenta.
Il palazzo fino alla fine dell'Ottocento comprendeva, come del resto molti degli altri palazzi nobiliari della zona, un vasto giardino che si estendeva dal retro del palazzo fino all'attuale corso Monforte: il giardino fu per la prima volta diviso nel 1890 per realizzare l'Istituto dei Ciechi, e in seguito per la lottizzazione del terreno e l'apertura e l'edificazione delle nuove vie Mozart, Serbelloni e Barozzi tra il 1907 ed il 1926.